# Ostheim (Stuttgart)

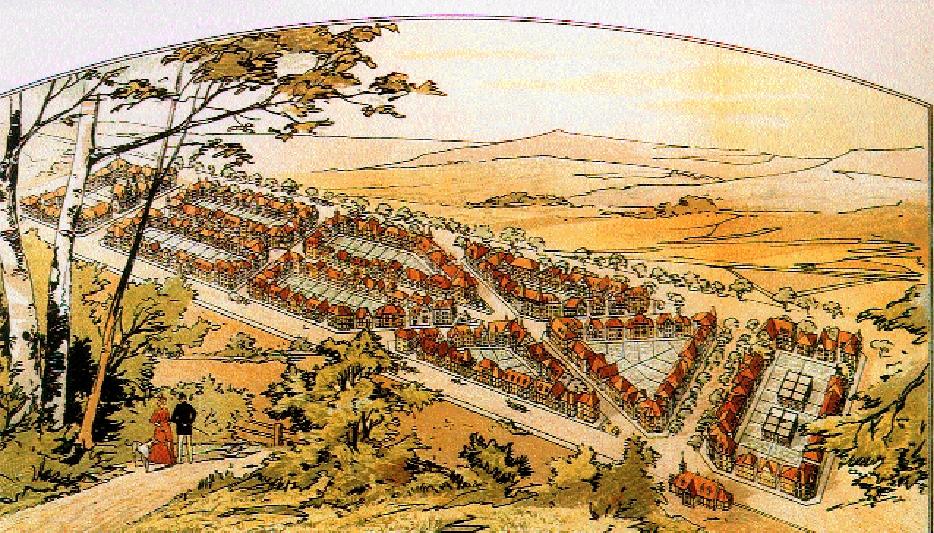
Die Stuttgarter Arbeitersiedlung Kolonie Ostheim in einer Darstellung von 1896.

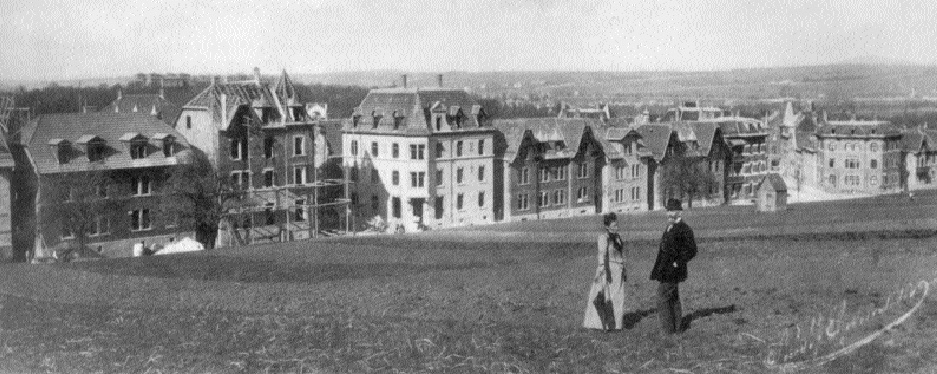
Eduard Pfeiffer und seine Frau Julie 1895 vor der noch im Bau befindlichen Kolonie Ostheim.

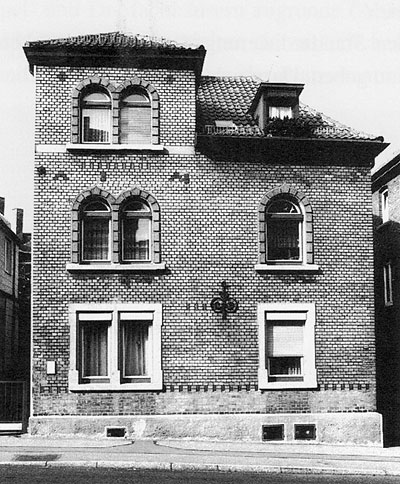
Ein vom Architekten Karl Hengerer gebautes Wohnhaus in der Haußmannstraße.

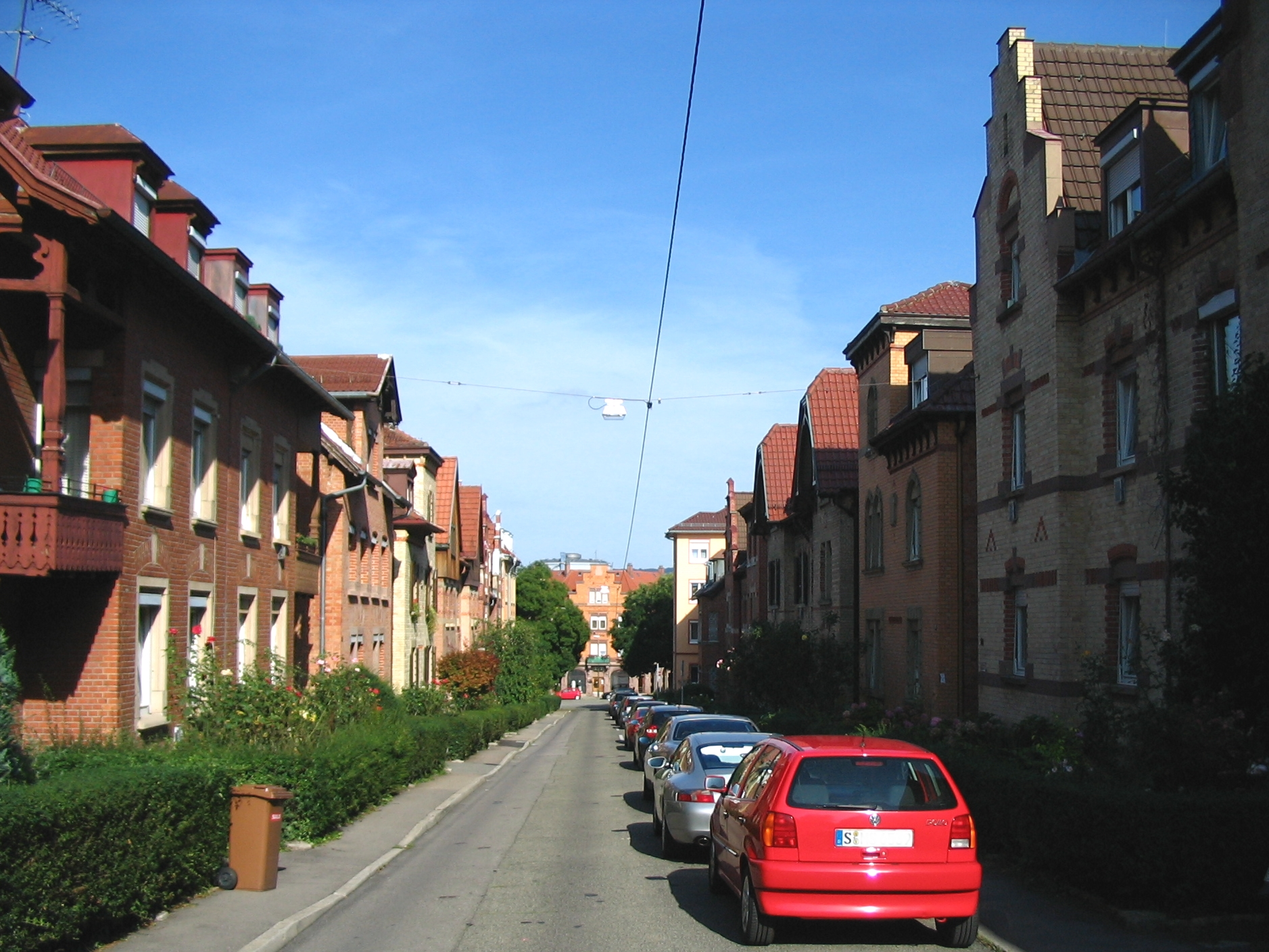
Die Kolonie Ostheim heute: Häuser in der Neuffenstraße, Blick nach Osten Richtung Eduard-Pfeiffer-Platz.

Ostheim ([ˈɔstˌhaɪ̯m] ) ist ein Stadtteil im Stuttgarter Stadtbezirk Ost, der ursprünglich auf die ab 1891 errichtete Arbeitersiedlung Kolonie Ostheim zurückgeht. Heute umfasst der Stadtteil aber auch später gebaute Siedlungen. Ostheim liegt zwischen den wesentlich älteren Stuttgarter Stadtteilen Berg, Gablenberg und Gaisburg, ist mit diesen aber inzwischen zu einer weitgehend geschlossenen Bebauung zusammengewachsen.

## Vorgeschichte
Ende des 19. Jahrhunderts entwickelte sich Stuttgart von einer beschaulichen Residenzstadt zu einer Industriemetropole und erlebte einen rasanten Bevölkerungszuwachs. Von 1870 bis 1905 erhöhte sich die Einwohnerzahl von Stuttgart von 90.000 auf 250.000 Menschen. Eines der größten Probleme der Stadt war die Schaffung von bezahlbarem Wohnraum, vor allem für die wachsende Arbeiterschaft. Unter anderem setzte sich der 1866 gegründete Verein für das Wohl der arbeitenden Klassen (heute Bau- und Wohnungsverein) für einfache Arbeiter und Handwerker ein. Der Verein wurde mitgegründet und geleitet vom Stuttgarter Bankier und Sozialreformer Eduard Pfeiffer (1835–1921).

## Kolonie Ostheim (1891–1903)
Das erste große Wohnungsbauprojekt des Vereins war die Arbeitersiedlung Kolonie Ostheim. Mit Hilfe von Spendengeldern wurde zwischen den bereits seit dem 12. und 13. Jahrhundert bestehenden Stadtteilen Berg, Gablenberg und Gaisburg ein rund zwölf Hektar großes, unbebautes Gelände aufgekauft. Der erste Spatenstich für das erste Haus der Siedlung wurde am 6. Oktober 1891 gefeiert. Als erster Bewohner konnte am 1. Juli 1892 der Malermeister Karl Gehr in seine Wohnung einziehen. Am 13. Juli besichtigte sogar der württembergische König Wilhelm II. (1848–1921) die noch im Bau befindliche Siedlung.
Nach dem Bebauungsplan des Architekten Friedrich Gebhardt und den Entwürfen der Architekten Karl Heim und Karl Hengerer entstanden bis 1897 und in einer zweiten Ausbaustufe bis 1903 insgesamt 383 Häuser mit 1267 Wohnungen. Die Baukosten hatten die für die damalige Zeit hohe Summe von 7,3 Millionen Mark. Zur Kolonie Ostheim gehörten auch ein Polizeiposten, eine Poststelle, die evangelische Lukaskirche, ein Kinderspielplatz, ein Kinderhort, eine Grundschule und eine Volksbibliothek sowie verschiedene Freizeit-Einrichtungen. So gab es ein Schwimmbad, ein Luft- und Sonnenbad und drei Gaststätten: Die Ostheimer Bierhalle mit Biergarten und Kegelbahn, das Gasthaus Teck und die Gaststätte Rechberg, die es als einzige bis heute gibt. Am 15. Juni 1901 wurde die Siedlung an das Netz der Straßenbahn Stuttgart angeschlossen.
Heim und Hengerer entwarfen auf der Basis von nur vier Grundtypen zwei- bis dreigeschossige Einzel- und Doppelhäuser aus Backstein, die mit Naturstein oder Fachwerk verziert sind. Um die Siedlung möglichst abwechslungsreich zu gestalten, bekam jedes Haus durch unterschiedliche Dachformen sowie durch Türmchen, Erker und Balkone ein anderes Aussehen. Die Gebäude waren ursprünglich für jeweils zwei bis drei Familien geplant und hatten im hinteren Bereich einen Gartenanteil. In einigen Straßen gibt es auch kleine Vorgärten.
Der Verein für das Wohl der arbeitenden Klassen ermöglichte es nicht nur Arbeitern und Handwerkern in die Kolonie Ostheim zu ziehen, sondern auch einfachen Angestellten, Beamten und Kaufleuten. Bei der Auswahl der Mieter war man aber bedacht, so genannte "asoziale Elemente" wie Alkoholiker oder Prostituierte auszuschließen. Die religiöse oder parteipolitische Zugehörigkeit spielte dagegen keine Rolle. Gut die Hälfte der neuen Bewohner kam aus dem Raum Stuttgart, die meisten anderen aus dem restlichen Württemberg und aus Baden. Später wurde es durch ein Ratenkaufsystem den Mietern ermöglicht, ihre Wohnung oder ihr Haus zu erwerben.

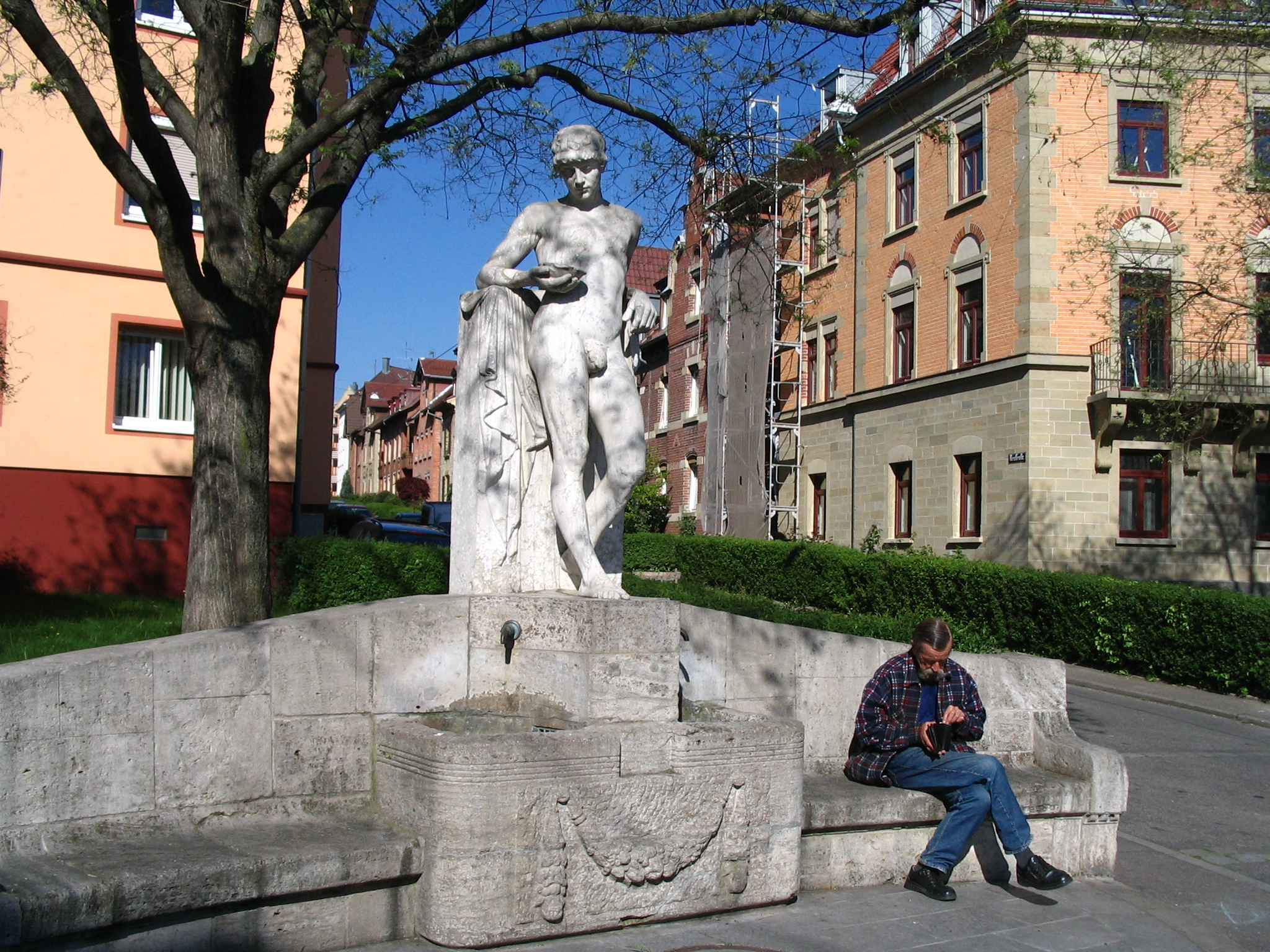
Der Jünglingsbrunnen im Herzen der Kolonie Ostheim.

Im Herzen der Kolonie Ostheim liegt der frühere Teckplatz, der heute Eduard-Pfeiffer-Platz heißt. Auf dem Platz fand ab 1898 dreimal wöchentlich ein Markt statt. Dort befindet sich auch der vom Bildhauer Karl Donndorf (1870–1941) geschaffene Jünglingsbrunnen. Er wurde wie die Kolonie im Auftrag von Eduard Pfeiffer errichtet und 1913 zum Zehn-Jahr-Jubiläum der Vollendung der Arbeitersiedlung eingeweiht. Der Brunnen soll die (Tat-)Kraft und Zukunft der Jugend symbolisieren.
Die Kolonie Ostheim blieb im Zweiten Weltkrieg fast unversehrt, sodass ihr ursprünglicher Charakter bis heute weitgehend erhalten ist. Die ehemalige Arbeitersiedlung steht daher inzwischen als städtebauliche Gesamtanlage unter Denkmalschutz.
In unmittelbarer Nachbarschaft zur Kolonie Ostheim begannen am Ostendplatz bereits 1895 private Investoren ebenfalls mit dem Bau von Mietshäusern, so dass der neue Stadtteil rasch wuchs. Dieser Prozess wurde noch dadurch beschleunigt, dass der bis dahin eigenständige Ort Gaisburg zum 1. April 1901 der Stadt Stuttgart eingemeindet wurde.

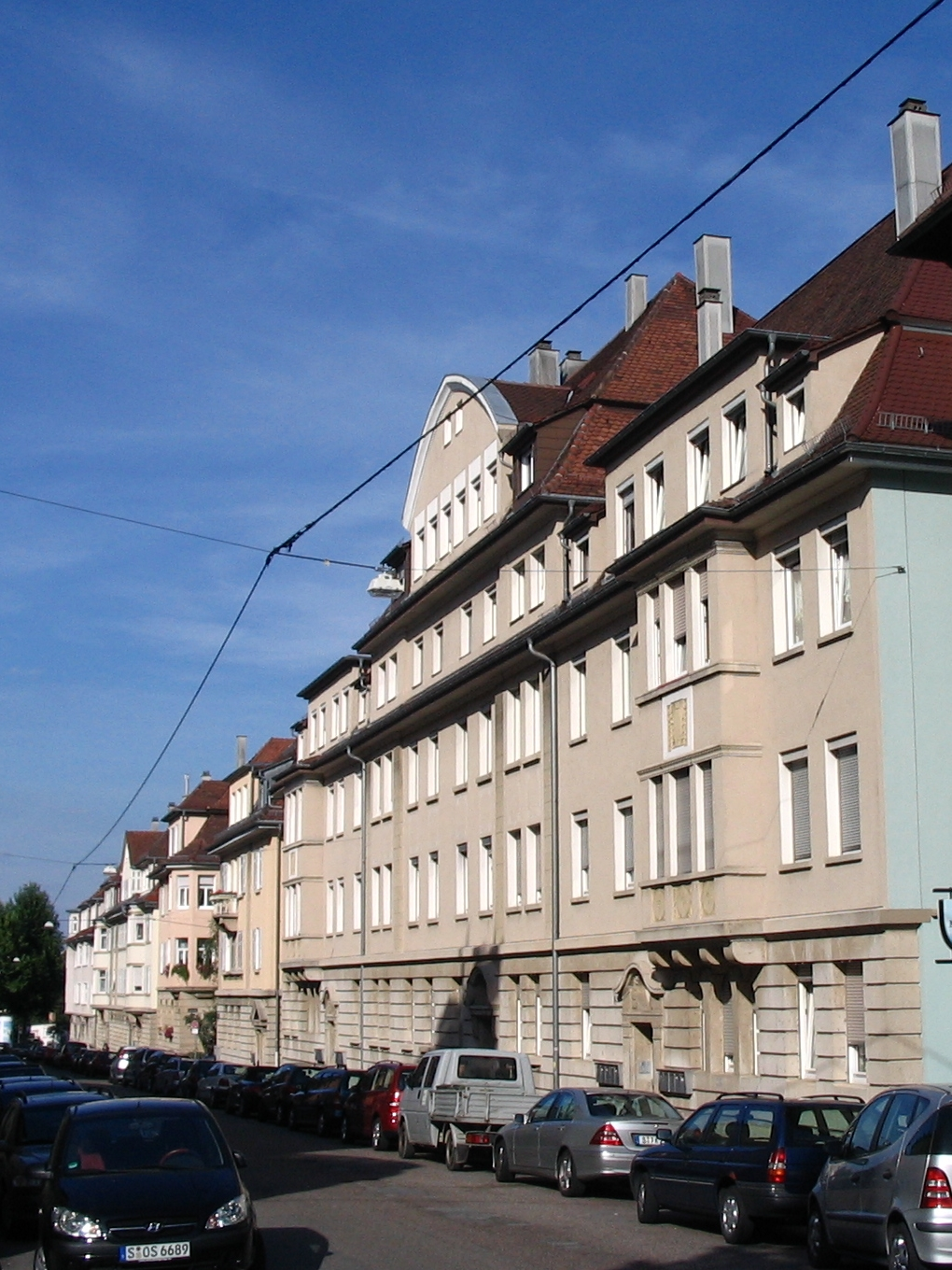
Die Wohnungskolonie Ostenau heute: Häuser an der Lehmgrubenstraße.

## Kolonie Ostenau (1911–1914)
Acht Jahre nach der Fertigstellung der Arbeitersiedlung Kolonie Ostheim begann der Stuttgarter Verein für das Wohl der arbeitenden Klassen mit dem Bau einer weiteren Wohnsiedlung. Diese Kolonie Ostenau entstand von 1911 bis 1914 am östlichen Ende der Kolonie Ostheim – sie war aber ausschließlich Angehörigen des Mittelstandes wie Angestellten, Beamten und Lehrern vorbehalten. Entsprechend wurde Ostenau von den Architekten Karl Hengerer und Julius Rieth noch aufwändiger gestaltet als ihre Schwestersiedlung Ostheim. Es entstanden bürgerlich-repräsentative Häuserzeilen mit insgesamt 261 Wohnungen, die Fassaden und Dächer wurden im Stil der Barockzeit gestaltet. Inmitten der Siedlung wurde, anders als die Gartenparzellen in Ostheim, ein großer mit Bäumen umstandene Gemeinschaftshof geschaffen – der Luisenplatz.
Die Kolonie Ostenau wurde im Zweiten Weltkrieg schwer beschädigt und Anfang der 1950er Jahre in veränderter Form und mit dichterer Bebauung wieder aufgebaut.

## Siedlungsbau in den 1920er Jahren
Im Laufe der 1920er Jahre entstanden in der Nähe der ursprünglichen Kolonie Ostheim weitere geschlossene Siedlungen der Stadt Stuttgart oder von Wohnungsbauvereinen. Es handelt sich um:

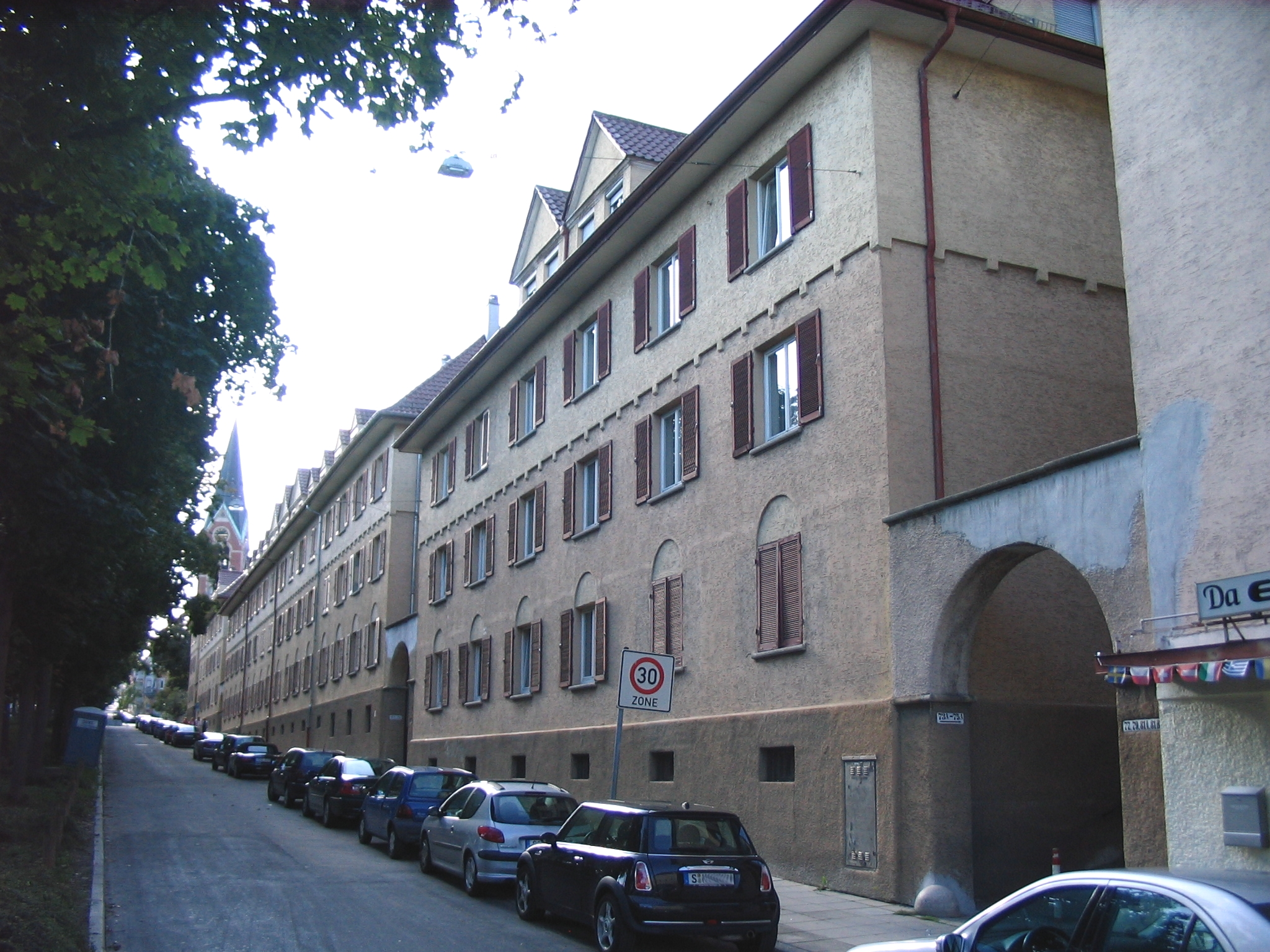
Die Siedlung Rotenbergstraße heute: Häuserfront an der Rotenbergstraße.

- Siedlung Rotenbergstraße (1919/1920): Die Siedlung wurde im Auftrag der Stadt Stuttgart durch den Architekten Eugen Steigleder erbaut. Beim ersten Siedlungneubau im Stuttgarter Osten nach dem Ersten Weltkrieg wurden geschlossene Häuserfronten mit schmalen Durchgängen um einen großen Innenhof mit Gemeinschaftsflächen gruppiert.
- Siedlung Kanonenweg (1919–1926): Im Auftrag des Siedlungsvereins Groß-Stuttgart errichtet durch die Architekten Ernst Wagner und Walter Rist.
- Siedlung Sick- und Teckstraße (1920–1921): Im Auftrag der Stadt Stuttgart gebaut durch eine Architektengruppe um Carl Feil.
- Wohnungskolonie Abelsberg- und Alfredstraße (1921–1923): Im Auftrag des Vereins der arbeitenden Klassen erbaut durch den Architekten Carl Reißing.
- Straßenbahnersiedlung (1921–1927): Im Auftrag der Baugenossenschaft der Straßenbahner Friedenau errichtet durch den Architekten Wilhelm F. Schuh.
- Gasarbeitersiedlung (1921–1929): Im Auftrag des Siedlungsvereins Groß-Stuttgart gebaut durch den Architekten Walter Rist.
- Siedlung Abelsberg- und Rotenbergstraße (1926/1927): Im Auftrag der Stadt Stuttgart erbaut durch die Architektengruppe Sippel & Sprösser.
- Raitelsbergsiedlung (1926–1928): Im Auftrag der Stadt Stuttgart errichtet durch eine Architektengruppe um Alfred Daiber und Georg Stahl.

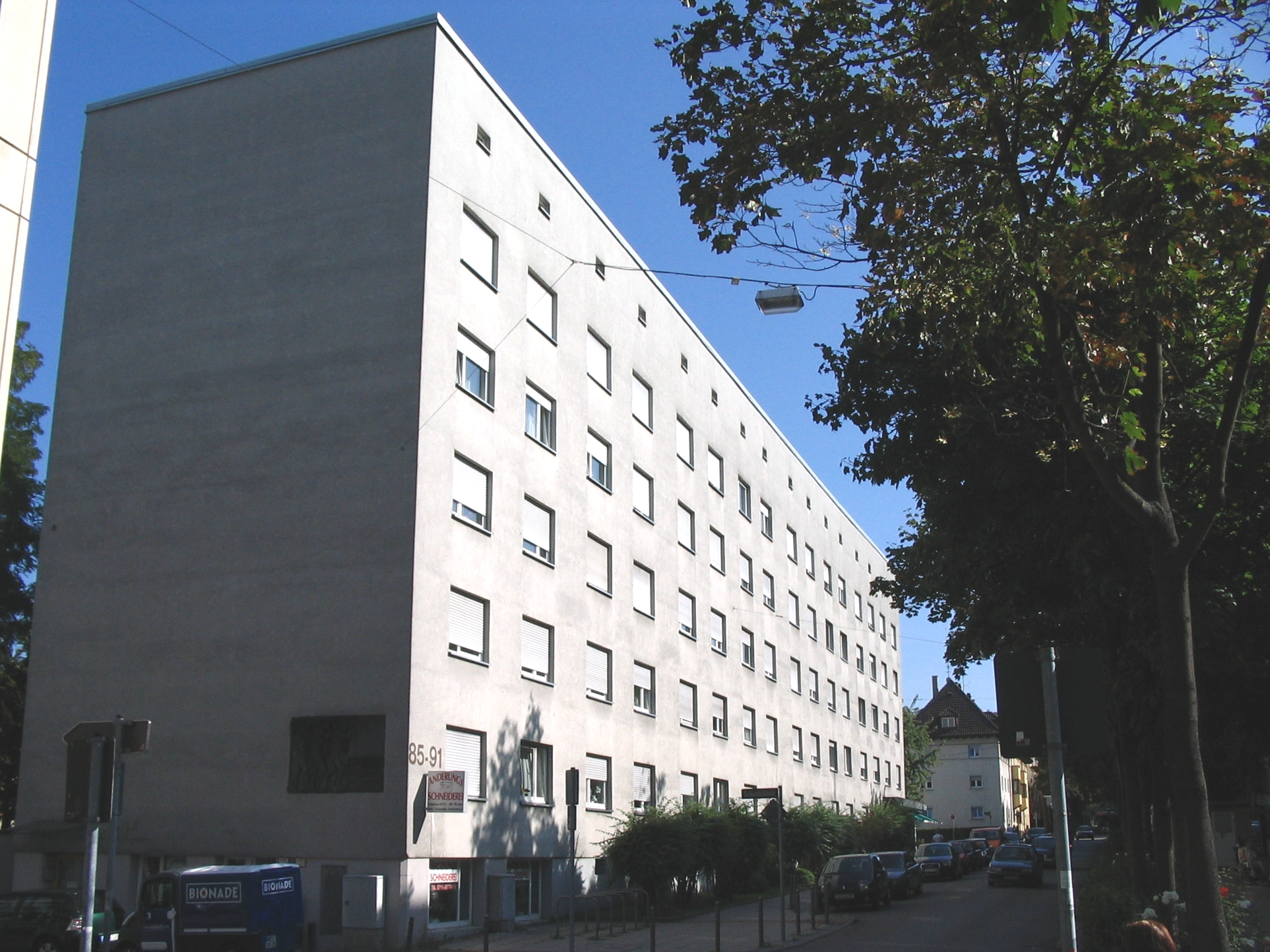
Der kubische Döckerbau der Schönbühlsiedlung von 1930 an der Ostendstraße.

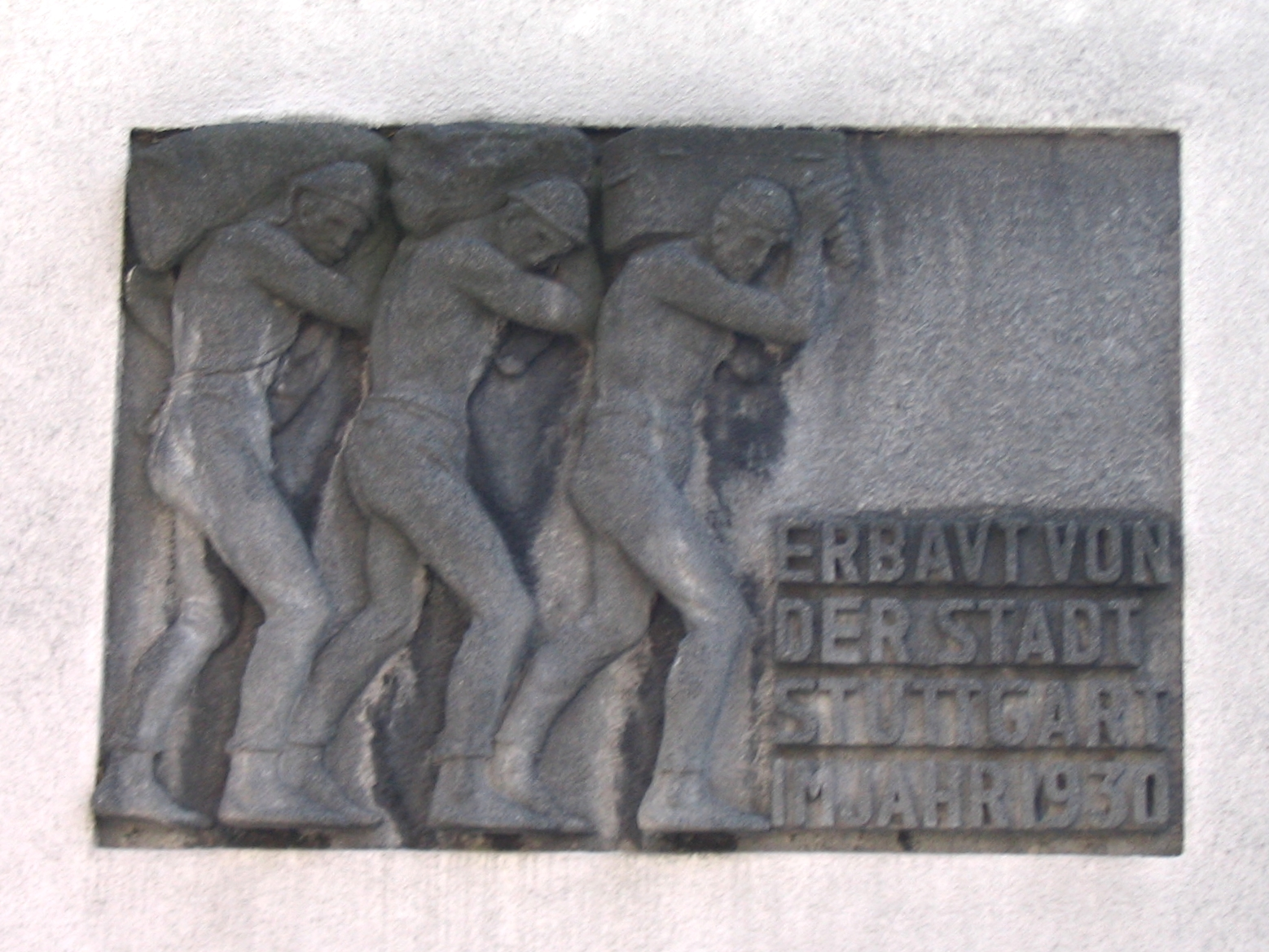
Gedenktafel am Döckerbau.

- Schönbühlsiedlung (1929/1930): Die Siedlung wurde im Auftrag der Stadt Stuttgart durch eine Architektengruppe um Richard Döcker und Ernst Wagner im Stil des Neuen Bauens gebaut. Ursprünglich hatten alle Gebäude Flachdächer, doch wurden diese beim Wiederaufbau nach dem Zweiten Weltkrieg überwiegend durch Satteldächer ersetzt. Nur beim so genannten Döckerbau an der Ostendstraße blieb die ursprüngliche Form erhalten.

Durch diesen öffentlichen Siedlungsbau und durch zahlreiche Projekte privater Investoren wuchs Ostheim noch in den 1930er Jahren mit den benachbarten Stadtteilen Berg, Gablenberg und Gaisburg zu einer weitgehend geschlossenen Bebauung zusammen. Auch nach dem Zweiten Weltkrieg gab es vor allem in den 1950er Jahren größere Bauvorhaben, um Kriegsschäden zu beseitigen und noch bestehende Baulücken zu schließen.

## Persönlichkeiten
- Else Himmelheber (1905–1944), Widerstandskämpferin gegen den Nationalsozialismus